# 淡綠羊耳蒜
淡綠羊耳蒜（学名：Liparis viridiflora）为蘭科羊耳蒜屬下的一个种。

## 扩展阅读
- 維基物種上的相關：淡綠羊耳蒜